# Вера Алентова
Вера Алѐнтова е родена на 21 февруари 1942 г. в Котлас, СССР.

## Биография
Вера Алентова е родена в семейството на актьорите Валентин Михайлович Биков (1917 – 1946) и Ирина Николаевна Алентова (1917 – 1988). Баща ѝ умира, когато Вера е само на 4 годинки, след което майка ѝ я отвежда в Украйна.
През 1961 г. Вера пристига в Москва, където постъпва в школата-студия (висше учебно заведение) при Московския художествен театър. Във втори курс се омъжва за своя състудент Владимир Меншов. Завършва през 1965 г. и постъпва в Московския театър „А. С. Пушкин“. През 1969 г. се ражда дъщеря им Юлия.

## Награди и признание
- Лауреат на Държавната премия на СССР (1981 г., за филма „Москва не вярва на сълзи“)
- Премия МКФ в Брюксел „Сан-Мишел“ за най-добра женска роля (1981 г., за филма „Москва не вярва на сълзи“)
- Заслужила артистка на РСФСР (1982 г.)
- Лауреат на Държавната премия „Братя Василиеви“ (1986 г., за филма „Време на желания“)
- Народна артистка на Русия (1992 г.)
- Носител на Орден на Дружбата (2001 г.)

## Творчество

### Роли в театъра
- „Шоколаденото войниче“ (Бърнард Шоу) – Райна
- „Зикови“ (Максим Горки) – Павел
- „Децата на слънцето“ (Максим Горки) – Елена
- „Кулата в Пиза“

### Филмография
1. 1979 – „Москва не вярва на сълзи“ – Катерина